# Historia de la frivolidad
Historia de la frivolidad es un programa especial de televisión estrenado en Televisión Española el 9 de febrero de 1967. Dirigido por Narciso Ibáñez Serrador cuenta con guion de Ibáñez Serrador y Jaime de Armiñán, música de Augusto Algueró, cabecera e ilustraciones de Antonio Mingote y un reparto encabezado por Irene Gutiérrez Caba. Mediante una sucesión de sketches narra una historia del erotismo, de la humanidad, y de los esfuerzos de los censores de todas las épocas por ocultar lo que algunos consideraban pecaminoso.
Es uno de los programas producidos por Televisión Española más emblemáticos y premiados de su historia: obtuvo la Ninfa de Oro del Festival de Montecarlo, la Rosa de Oro y el primer Premio de la Prensa del Festival de Montreux, y la Targa d´Argento del festival de Milán.

## Sinopsis
El programa narra, en forma de sketches humorísticos, la historia del erotismo y los esfuerzos denodados para ocultar los encantos del cuerpo humano, desde Adán y Eva hasta el siglo XX, con la narración de La Conferenciante (interpretada por Irene Gutiérrez Caba) como hilo conductor. 
Se muestra así que fueron las integrantes de la Liga Femenina contra la Frivolidad - personajes precursores de los futuros tacañones del concurso Un, dos, tres - quienes incorporaron la hoja de parra al desnudo del primer hombre y la primera mujer. Se presencia el primer estriptis, el de Salomé, viciosa costumbre que continuó en la Edad Media. Según avanza la historia, se puede contemplar el descubrimiento de las Indias desde una nueva perspectiva o los problemas causados por la prohibición de Isabel I de Inglaterra de que las mujeres pisaran los escenarios, con una Julieta interpretada por José Luis Coll (con Jaime Blanch como Romeo). La evolución posterior no fue mucho más favorable, a juicio de las puritanas, con la Belle Époque y la llegada del cine. La esperanza queda en manos de un futuro donde la carne sea sustituida por la hojalata de los robots.

## Reparto
- Irene Gutiérrez Caba - La conferenciante
- Margot Cottens - Ayudante de la conferenciante
- Rafaela Aparicio - Ayudante de la conferenciante
- Pilar Muñoz - Ayudante de la conferenciante
- Lola Gaos - Ayudante de la conferenciante
- Luis Morris - Adán
- Teresa Gimpera - Eva
- Josefina Serratosa - Mujer de la Prehistoria modelando
- Mary Paz Pondal - Mujer de la Prehistoria modelando / Momia egipcia
- Regine Gobin - Salomé
- Enrique Navarro - Herodes
- Antonio Riquelme - Revendedor de entradas en el Coliseo
- Narciso Ibáñez Menta - Bárbaro en una bacanal romana
- Emilio Laguna - Pregonero en la Edad Media
- Irán Eory - Doncella de la Edad Media que hace un strip-tease
- Cris Huerta - Espectador del strip-tease
- Ricardo Palacios - Espectador del strip-tease
- Luis Sánchez Polack - Vendedor de hogueras en la Edad Media (personaje sin acreditar) / Rodrigo de Triana
- Fernando Santos - Cristóbal Colón
- Tomás Zori - Pintor
- Diana Darvey - India
- Agustín González - William Shakespeare
- Fernando Rey - Caballero que habla con William Shakespeare
- Ketty De la Cámara - Espectadora en el Teatro del Globo
- Beatriz Savon - Vendedora en el Teatro del Globo con blusa descotada
- Jaime Blanch - Romeo
- José Luis Coll - Julieta
- Álvaro De Luna - Otelo
- Javier De Pau - Desdémona
- Pedro Sempson - Hamlet
- José María Prada - Ofelia
- Emilio Gutiérrez Caba - Caballero en el Palacio de Versalles
- Alberto Berco - Caballero en el Palacio de Versalles
- Roberto Llamas - Caballero en el Palacio de Versalles
- Luis Rico - Caballero en el Palacio de Versalles
- Rodolfo Del Campo - Caballero en el Palacio de Versalles
- María Saavedra - Dama en el Palacio de Versalles
- Verónica Luján - Dama en el Palacio de Versalles
- Sofía Casares - Dama en el Palacio de Versalles
- Gia Lindstan - Dama en el Palacio de Versalles
- Very Clot -  Dama en el Palacio de Versalles
- Margit Kocsis - Chica en la bañera
- Margaret Merry - Turista en la plaza de toros
- Judit Stephen - Turista en la plaza de toros
- Manuel Codeso - Torero
- Paloma Valdés - Elizabeth
- Julio Pérez Tabernero - Hombre que busca a Elizabeth en el aeropuerto
- Francisco Morán - Manuel, el Cortijero
- Elisa Montés - Cora

## Producción
La idea de filmar este programa especial de televisión fue del entonces director general de RTVE Jesús Aparicio-Bernal. La intención era mostrar al exterior la imagen de una España moderna y tolerante que mejorase la impresión que del régimen franquista tenían en aquel momento las democracias occidentales. El encargo fue encomendado a un ya por entonces prestigioso Narciso Ibáñez Serrador quien, junto a Jaime de Armiñán, alumbró lo que en principio debió llamarse Historia de la censura: un programa irónico que ponía en evidencia una institución vigente durante el franquismo. Sin embargo el espacio topó precisamente con el objeto de su burla: en primer lugar hubo de modificarse el título, que quedó suavizado como Historia de la frivolidad. Su contenido tampoco contó con la aquiescencia de Francisco Gil Muñoz, censor oficial de Televisión Española, quien amenazó con dimitir si el espacio se emitía.
El programa se presentó al Festival de Televisión de Montecarlo cuya organización exigió que para participar debía haberse estrenado. El programa finalmente se emitió al filo de la medianoche y tras haberse anunciado el fin de la programación del día y haberse emitido el himno nacional.

## Momentos destacables
Entre los múltiples sketches que integran el especial, figuran los siguientes que han pasado a la historia de la televisión en España:
- Las integrantes de Liga Femenina contra la Frivolidad, con Irene Gutiérrez Caba a la cabeza, arropada por Rafaela Aparicio, Lola Gaos, Pilar Muñoz y Margot Cottens, entonan su himno, cuyo estribillo reza Somos puritanas [...]. Usamos tijeras, usamos tinteros […]. Cortamos, rompemos, echamos borrones, […] bajamos las faldas, subimos escotes.

- En plena Edad Media, una joven (Irán Eory) protagoniza un strip-tease en el que se despoja de su armadura y que la llevará finalmente a la hoguera.

- En el descubrimiento de América, los navegantes españoles (Zori, Santos y Codeso), al avistar la costa gritan al contemplar una india ligera de ropa ¡Ahí están las indias!, ¡qué barbaridad!.

## Premios
Historia de la frivolidad es la producción más premiada en la historia de Televisión Española
- Ninfa de Oro del Festival de Montecarlo.
- Rosa de Oro y primer Premio de la Prensa del Festival de Montreux.
- Targa d´Argento del festival de Milán.